# Legel (Schifffahrt)

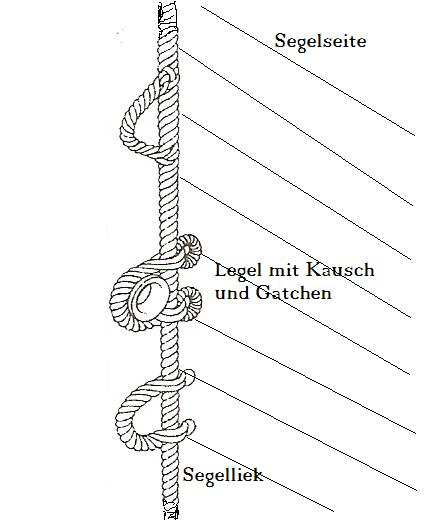
Drei Arten von Legel

Als Legel (auch Lägel oder Lögel) wird eine eingespleißte Schlaufe oder ein entsprechend eingearbeiteter Ring aus Tauwerk am Liek eines Segels bezeichnet. Es dient zum Anschlagen (befestigen) bestimmter Leinen am Segel, oder des Segels an einer Spiere.

## Geschichte
Ursprünglich bestehen Legel aus einem kurzen, ins Liektau oder ums Liektau herum gespleißten Stück Leine, sie können aber auch aus Draht oder aus festem Material bestehen, z. B. aus Holz- oder Metallringen. Bei Bedarf wird es mit einer Kausch verstärkt. Es gibt vielfältige Methoden der Befestigung von Legeln am Segel. Legel wurden hauptsächlich in der traditionellen Segelschifffahrt verwendet. Auf modernen Segelschiffen erfüllen meistens Gatchen denselben Zweck.

## Unterscheidung
Stagreiter können den klassischen Legeln sehr ähnlich sein und werden je nach Ausführung mancherseits ebenfalls als Legel oder Lögel bezeichnet. Insbesondere werden Metallbügel, die zur Verwendung als Stagreiter auf traditionellen Segelschiffen (oder entsprechendem Modellbau) bestimmt sind, im Handel als „Lögel“ angeboten.
Pierer’s Universal-Lexikon (1857–1865) unterscheidet ausdrücklich „Lägel“ und „Süger: die hölzernen Ringe der Stagsegel, womit sie am Stag auf u. nieder fahren“
Schothörner können den Legeln manchmal in Funktion und Aufbau ähnlich sein, sind aber normalerweise wesentlich
stabiler und aufwändiger ausgeführt und werden nicht als Legel bezeichnet.